# Segunda Categoría de Sucumbíos 2019
El Campeonato Provincial de Segunda Categoría de Sucumbíos 2019 fue un torneo de fútbol en Ecuador en el cual compitieron equipos de la provincia de Sucumbíos. El torneo fue organizado por la Asociación de Fútbol No Amateur de Sucumbíos y avalado por la Federación Ecuatoriana de Fútbol. El torneo empezó el 26 de mayo y finalizó el 21 de julio. Participaron 4 clubes de fútbol y se entregó un cupo al zonal de la Segunda Categoría 2019 por el ascenso a la Serie B, además el campeón del torneo provincial se clasificó a la primera fase de la Copa Ecuador 2020.

## Sistema de campeonato
El sistema determinado por la Asociación de Fútbol No Amateur de Sucumbíos fue el siguiente:
- El Campeonato Provincial de Sucumbíos 2019 se jugó en dos etapas.

- Según lo establecido, se jugó por 4 equipos que se disputaron el ascenso en dos etapas. En total se jugaron 12 fechas que iniciaron el 26 de mayo.

- La primera etapa se jugó todos contra todos (6 fechas).

- La segunda etapa se jugó de igual manera que la primera todos contra todos (6 fechas).

- Concluidas las 12 fechas del torneo el primero de la Tabla General clasificó al zonal de Segunda Categoría 2019 y fue proclamado el campeón.

## Equipos participantes
| Equipos participantes                           | Equipos participantes | Equipos participantes | Equipos participantes | Equipos participantes | Equipos participantes | Equipos participantes      |
| ----------------------------------------------- | --------------------- | --------------------- | --------------------- | --------------------- | --------------------- | -------------------------- |
|                                                 |                       |                       |                       |                       |                       |                            |
| Equipo                                          | Ciudad                | Entrenador            | Estadio               | Capacidad             | Logo                  | Patronicador               |
| Club Deportivo Atlético Sucumbíos               | Lago Agrio            | Pedro Perlaza         | Carlos Vernaza        | 8000                  | Bandera de ?          | Banco Desarrollo           |
| Club Social, Cultural y Deportivo Caribe Junior | Lago Agrio            | Maximino Perea        | Carlos Vernaza        | 8000                  | Boman                 | Megcentro Ferretero Alvial |
| Club Social Cultural y Deportivo Chicos Malos   | Lago Agrio            | Willington Bautista   | Carlos Vernaza        | 8000                  | Bandera de ?          | Bandera de ?               |
| Club Deportivo Profesional Oriental             | Shushufindi           | Richar Reasco         | Carlos Vernaza        | 8000                  | Boman                 | Palmeras del Ecuador       |

## Equipos por ubicación geográfica
| Cantón      | N.º | Equipos                                             |
| ----------- | --- | --------------------------------------------------- |
| Lago Agrio  | 3   | - Atlético Sucumbíos - Caribe Junior - Chicos Malos |
| Shushufindi | 1   | - Oriental                                          |

| Atlético Sucumbíos Caribe Junior Chicos Malos Oriental |

## Cambio de entrenadores
| Equipo             | Pos. | Entrenador saliente | Último partido                        | Fecha | Entrenador sucesor | Fecha debut |
| ------------------ | ---- | ------------------- | ------------------------------------- | ----- | ------------------ | ----------- |
| Atlético Sucumbíos | 1    | Jhonny Perlaza      | Atlético Sucumbíos 4 : 0 Chicos Malos | 5.ª   | Pedro Perlaza      | 6.ª         |

## Clasificación
|  |    | Equipo             | PJ | PG | PE | PP | GF | GC | DG  | PTS |
|  | -- | ------------------ | -- | -- | -- | -- | -- | -- | --- | --- |
|  | 1. | Atlético Sucumbíos | 12 | 10 | 1  | 1  | 39 | 8  | +31 | 31  |
|  | 2. | Caribe Junior      | 12 | 7  | 1  | 4  | 34 | 13 | +21 | 19  |
|  | 3. | Oriental           | 12 | 6  | 0  | 6  | 21 | 31 | −10 | 18  |
|  | 4. | Chicos Malos       | 12 | 0  | 0  | 12 | 11 | 53 | −42 | 0   |

|  | Campeón y clasificado a los zonales de Segunda Categoría 2019 y a la primera fase de la Copa Ecuador 2019-2020. |

## Evolución de la clasificación
| Equipo / Jornada   | 01 | 02 | 03 | 04 | 05 | 06 | 07 | 08 | 09 | 10 | 11 | 12 |
| ------------------ | -- | -- | -- | -- | -- | -- | -- | -- | -- | -- | -- | -- |
| Atlético Sucumbíos | 2  | 2  | 2  | 1  | 1  | 1  | 1  | 1  | 1  | 1  | 1  | 1  |
| Caribe Junior      | 1  | 1  | 1  | 2  | 3  | 2  | 2  | 2  | 2  | 2  | 2  | 2  |
| Chicos Malos       | 4  | 3  | 4  | 4  | 4  | 4  | 4  | 4  | 4  | 4  | 4  | 4  |
| Oriental           | 3  | 4  | 3  | 3  | 2  | 3  | 3  | 3  | 3  | 3  | 3  | 3  |

## Resultados

### Primera etapa
|  | Oriental      | 1 - 2 (enlace roto disponible en Internet Archive; véase el historial, la primera versión y la última). | Atlético Sucumbíos |  | Carlos Vernaza | 26 de mayo | 12:00 |  |
|  | Caribe Junior | 2 - 0 (enlace roto disponible en Internet Archive; véase el historial, la primera versión y la última). | Chicos Malos       |  | Carlos Vernaza | 26 de mayo | 14:00 |  |

|  | Chicos Malos  | 2 - 4 (enlace roto disponible en Internet Archive; véase el historial, la primera versión y la última). | Atlético Sucumbíos |  | Carlos Vernaza | 2 de junio | 13:00 |  |
|  | Caribe Junior | 5 - 0 (enlace roto disponible en Internet Archive; véase el historial, la primera versión y la última). | Oriental           |  | Carlos Vernaza | 2 de junio | 15:00 |  |

|  | Chicos Malos  | 2 - 3 (enlace roto disponible en Internet Archive; véase el historial, la primera versión y la última). | Oriental           |  | Carlos Vernaza | 9 de junio | 13:00 |  |
|  | Caribe Junior | 0 - 0 (enlace roto disponible en Internet Archive; véase el historial, la primera versión y la última). | Atlético Sucumbíos |  | Carlos Vernaza | 9 de junio | 15:00 |  |

|  | Oriental           | 3 - 1 (enlace roto disponible en Internet Archive; véase el historial, la primera versión y la última). | Chicos Malos  |  | Carlos Vernaza | 16 de junio | 13:00 |  |
|  | Atlético Sucumbíos | 2 - 1 (enlace roto disponible en Internet Archive; véase el historial, la primera versión y la última). | Caribe Junior |  | Carlos Vernaza | 16 de junio | 15:00 |  |

|  | Oriental           | 2 - 1 (enlace roto disponible en Internet Archive; véase el historial, la primera versión y la última). | Caribe Junior |  | Carlos Vernaza | 19 de junio | 13:00 |  |
|  | Atlético Sucumbíos | 4 - 0 (enlace roto disponible en Internet Archive; véase el historial, la primera versión y la última). | Chicos Malos  |  | Carlos Vernaza | 19 de junio | 15:00 |  |

|  | Atlético Sucumbíos | 4 - 0 (enlace roto disponible en Internet Archive; véase el historial, la primera versión y la última). | Oriental      |  | Carlos Vernaza | 23 de junio | 14:00 |  |
|  | Chicos Malos       | 0 - 4 (enlace roto disponible en Internet Archive; véase el historial, la primera versión y la última). | Caribe Junior |  | Carlos Vernaza | 23 de junio | 16:00 |  |

### Segunda etapa
|  | Oriental      | 1 - 4 (enlace roto disponible en Internet Archive; véase el historial, la primera versión y la última). | Atlético Sucumbíos |  | Carlos Vernaza | 30 de junio | 14:00 |  |
|  | Caribe Junior | 4 - 2 (enlace roto disponible en Internet Archive; véase el historial, la primera versión y la última). | Chicos Malos       |  | Carlos Vernaza | 30 de junio | 16:00 |  |

|  | Chicos Malos  | 0 - 6 (enlace roto disponible en Internet Archive; véase el historial, la primera versión y la última). | Atlético Sucumbíos (C) |  | Carlos Vernaza | 19 de julio | 14:00 |  |
|  | Caribe Junior | 1 - 2 (enlace roto disponible en Internet Archive; véase el historial, la primera versión y la última). | Oriental               |  | Carlos Vernaza | 19 de julio | 16:00 |  |

|  | Chicos Malos       | 2 - 3 (enlace roto disponible en Internet Archive; véase el historial, la primera versión y la última). | Oriental      |  | Carlos Vernaza | 7 de julio | 14:00 |  |
|  | Atlético Sucumbíos | 3 - 1 (enlace roto disponible en Internet Archive; véase el historial, la primera versión y la última). | Caribe Junior |  | Carlos Vernaza | 7 de julio | 16:00 |  |

|  | Oriental      | 3 - 2 (enlace roto disponible en Internet Archive; véase el historial, la primera versión y la última). | Chicos Malos       |  | Carlos Vernaza | 10 de julio | 14:00 |  |
|  | Caribe Junior | 1 - 0 (enlace roto disponible en Internet Archive; véase el historial, la primera versión y la última). | Atlético Sucumbíos |  | Carlos Vernaza | 10 de julio | 16:00 |  |

|  | Oriental           | 2 - 5 (enlace roto disponible en Internet Archive; véase el historial, la primera versión y la última). | Caribe Junior |  | Carlos Vernaza | 14 de julio | 14:00 |  |
|  | Atlético Sucumbíos | 8 - 0 (enlace roto disponible en Internet Archive; véase el historial, la primera versión y la última). | Chicos Malos  |  | Carlos Vernaza | 14 de julio | 16:00 |  |

|  | Atlético Sucumbíos | 2 - 1 (enlace roto disponible en Internet Archive; véase el historial, la primera versión y la última). | Oriental      |  | Carlos Vernaza | 21 de julio | 13:00 |  |
|  | Chicos Malos       | 0 - 9 (enlace roto disponible en Internet Archive; véase el historial, la primera versión y la última). | Caribe Junior |  | Carlos Vernaza | 21 de julio | 15:00 |  |

## Campeón
| |
| |
| Club Deportivo Atlético Sucumbíos 2.° título Clasifica a los zonales de la Segunda Categoría 2019 y a la primera fase de la Copa Ecuador 2020. |

## Goleadores
| Pos. | Jugador        | Equipo             | Goles | Partidos | Promedio | Minutos |
| ---- | -------------- | ------------------ | ----- | -------- | -------- | ------- |
| 1    | Germán Alarcón | Atlético Sucumbíos | 9     | 5        | 1.8      | 450     |
| 2    | Frixon Ortiz   | Caribe Junior      | 8     | 12       | 0.67     | 991     |
| 3    | José Castillo  | Caribe Junior      | 7     | 11       | 0.64     | 756     |
| 4    | Bryan Merchan  | Atlético Sucumbíos | 6     | 10       | 0.60     | 869     |
| 5    | Juan Batioja   | Atlético Sucumbíos | 6     | 7        | 0.86     | 266     |
| 6    | Patricio Ortiz | Oriental           | 6     | 12       | 0.50     | 1080    |
| 7    | Saúl Micolta   | Oriental           | 5     | 6        | 0.83     | 487     |
| 8    | Luis Vera      | Caribe Junior      | 5     | 7        | 0.71     | 471     |
| 9    | Wilson Ortiz   | Chicos Malos       | 4     | 9        | 0.44     | 759     |
| 10   | Yomar Escobar  | Caribe Junior      | 4     | 11       | 0.36     | 781     |